# Maratonmannen
Maratonmannen (originaltitel: Marathon Man) är en amerikansk thrillerfilm från 1976 i regi av John Schlesinger. Filmen är baserad på en roman av William Goldman, som även skrev manus. Filmens protagonist spelas av Dustin Hoffman.
En känd replik i filmen är "Is it safe?". Filmen innehåller musik av bland andra Franz Schubert.

## Handling
Filmen handlar om en nazist som jagar diamanter. En tortyrscen i tandläkarstolen är nästan klassisk i filmhistorien.

## Medverkande
| Dustin Hoffman   | – Thomas Babington "Babe" Levy |
| Laurence Olivier | – Dr Christian Szell           |
| Roy Scheider     | – Henry "Doc" Levy             |
| William Devane   | – Peter Janeway                |
| Marthe Keller    | – Elsa Opel                    |
| Richard Bright   | – Karl                         |
| Marc Lawrence    | – Erhardt                      |
| Tito Goya        | – Melendez                     |
| Fritz Weaver     | – Professor Biesenthal         |
| Jacques Marin    | – LeClerc                      |
| Ben Dova         | – Klaus Szell                  |